# ストーンウォール・ジャクソン

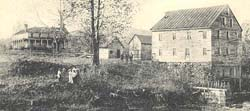
ジャクソンが少年時代を過ごしたジャクソンズミル

トーマス・ジョナサン・ジャクソン（Thomas Jonathan Jackson, 1824年1月20日または21日 - 1863年5月10日）は、南北戦争時代のアメリカ連合国（南部連合）の軍人。アメリカ合衆国の歴史を代表する勇将の1人。その戦いぶりからストーンウォール・ジャクソン（Stonewall Jackson）と渾名された。ロバート・E・リーの片腕として合衆国軍（北軍）を苦しめたが、チャンセラーズヴィルの戦いで戦死した。

## 生涯

### 生い立ち
トーマス・ジャクソンは1824年1月20日にバージニア州クラークスバーグ（現・ウェストバージニア州）で生まれた。父方の曽祖父のジョン・ジャクソンは北アイルランドの生まれで、1748年に渡米してアメリカ独立戦争にも従軍し、戦後はバージニア民兵隊の士官を務めた人物であった。
トーマス・ジャクソンは父ジョナサンと母ジュリアの3番目の子供であった。両親ともバージニアの生まれで、父は弁護士をしていた。2歳のとき、父と4つ上の姉のエリザベスが腸チフスで急死し、母は長男のウォーレン、次男のトーマス、生まれたばかりの次女ローラ・アンの3人の子供を抱えて残された。母は家財を売り払って小さな借家へ移り住み、教師とお針子の仕事をして3人の子供を育てた。4年後母は再婚したが、3人兄弟の継父となったブレイク・ウッドソンは継子たちを好いていなかったらしい。翌年、母は異父弟の出産のときに合併症で亡くなり、3人兄弟は孤児となった。
このときジャクソンは7歳だった。兄は母方の親戚に、ジャクソンと妹はバージニアの田舎（現在のウェストバージニア州ウェストンの近く）で農場を経営していた父方の叔父カミンズ・ジャクソンに引き取られた。叔父はジャクソンに対して教師のように接し、厳しく育てた。当時のバージニアの田舎では公教育を受けることは難しかった。ジャクソンはできる限り学校へ通いつつ、自学自習で懸命に勉強した。このころジャクソンは農場の黒人奴隷に読み書きを教えている。その理由はかつて伯父の所有する奴隷との間に、焚きつけ用の薪をもらう代わりに読み書きを教えるという約束を取り交わしたことがあり、それを後年になって律儀に実行したからである。ナット・ターナーの反乱以降、奴隷に読み書きを教えることはバージニア州法違反の行為だったのだが、それでもジャクソンは奴隷との約束を守ったのだった。

### 合衆国軍人として
1842年、ジャクソンはウェストポイントの陸軍士官学校に入校した。それまでの教育環境のせいで入校試験では苦労し、初年度は落第すれすれの成績だった。だがジャクソンは士官候補生の中で誰よりも懸命に勉学に励み、1846年の卒業時には59人中17位まで席次を上げた。同級生たちは、もし学校があと1年長かったらジャクソンは首席を取っていただろうと回想している。
アメリカ陸軍では最初に第1砲兵連隊に配属となり、早々に1846年からの米墨戦争に出征している。このときジャクソンは果敢な戦いぶりで2度も名誉昇進を果たした。そしてメキシコではロバート・E・リーとも友人となった。
1851年の春、ジャクソンはレキシントンにあるバージニア軍学校の教官に就任した。担当教科は自然哲学（今日で言う数学）と砲兵術であった。ジャクソンの指導内容の基礎的な部分に関しては今なお同校で用いられているほどである。ただ教官としては非常に厳格であったので、訓練生たちの間ではあまり人気は無かったらしい。レキシントンでジャクソンは長老派教会が黒人たちのために開いていた日曜学校の手伝いもしていた。ジャクソンは生徒たちからたいへん尊敬を受けていたと言われている。このころジャクソン家では6人の奴隷を所有していたが、そのうちアルバートとエミーは自分からジャクソンに対して買ってくれるよう頼んできたのだったし、エンマは身寄りの無い孤児を引き受けたものであった。
1853年、ワシントンカレッジ（現在のワシントン・リー大学）の学長の娘であったエリノア・ジャンキンと最初の結婚をしたが、長男の出産のときに産後の肥立ちが悪く母子ともに亡くなった。1857年にはマリー・アンナ・モリソンと再婚した。1858年に長女が生まれたが乳児のうちに亡くなっている。1862年には次女のジュリア・ローラが生まれた。
1859年、過激な奴隷解放主義者のジョン・ブラウンが蜂起するというハーパーズフェリー蜂起事件が発生する。このときジャクソンはジョン・ブラウンの処刑場の警備を命じられ、軍学校の訓練生で編成された臨時部隊の砲兵隊の指揮官としてチャールズタウンまで出動している。時代を覆う戦雲は濃くなっていった。1861年、全ての南部人の運命を変転させた南北戦争が勃発する。

### 石の壁ジャクソン
南北戦争の開戦当初、ジャクソンは南軍に入隊してきた新兵たちの指導を受け持った。6月17日にジャクソンは准将に昇進し、バージニア第2、第4、第5、第27、第33歩兵連隊からなるジャクソン旅団の指揮を任された。
7月、マクドウェル率いる32,000の北軍が南下を開始する。ボーリガード率いる28,000の南軍がこれを迎え撃ち、7月21日、第一次ブルランの戦い（南部側の呼称では第一次マナッサスの戦い）が開始された。数に勝る北軍の攻勢の前に南軍の戦線は破られそうになる中、頑強に抵抗を続ける部隊がジャクソン旅団であった。ジャクソンは激しい戦闘が続く戦場にあって直立不動で指揮にあたっていた。これに勇気付けられたビーが叫んだ。「石の壁のようにジャクソンが頑張っているぞ。あのバージニア人たちに続け！」。南軍は反撃に移り、北軍は総崩れとなった。ジャクソンはストーンウォール・ジャクソンという渾名で呼ばれることになった。

### バレー戦役
10月7日、ジャクソンは少将に昇進した。翌1862年春、北軍のマクレランの率いるポトマック軍は海側から南部連合の首都リッチモンドへ迫り（半島戦役）、マクドウェルの軍は北からリッチモンドを、バンクスの軍はシェナンドー・バレーを脅かす構えを見せる。これに対してジャクソンはシェナンドー・バレーを防衛する任務を受けた。ここにジャクソンのバレー戦役が始まる。
3月23日のカーンズタウンの戦いはジャクソン軍の敗北に終わったが、リンカーンに首都ワシントンの防衛上の不安を与え、北軍部隊の一部を前線から引き抜かせたことで戦略的には勝利といえた。そしてこれはバレー戦役におけるジャクソンの唯一の敗北であった。増援を得たジャクソン軍は、まずマクドウェルの戦い（5月8日-9日）でミルロイとシェンクの部隊を撃破。次いでバンクスの軍をフロントロイヤルの戦い（5月23日）と第一次ウィンチェスターの戦い（5月25日）で撃破する。ジャクソン軍の活動に驚愕したリンカーンはフレモントの率いる軍を向かわせるが、ジャクソンはこれに対してもクロスキーズの戦い（6月8日）とポートリパブリックの戦い（6月9日）で勝利し、北軍をシェナンドー・バレーから駆逐した。
バレー戦役において、ジャクソンは17,000の軍を率いて48日間に646マイルを機動し、5回の大きな会戦に勝利して合計60,000の敵軍を打ち破った。この勝利は南部連合の士気を高め、ジャクソンは一躍南部の英雄となった。

### リーの右腕
バレー戦役の終結後、ジャクソン軍はリーの指揮下に入り、北バージニア軍の第2軍団に位置づけられた。以後、優秀な部下に別働隊を与えて行動させるリーの作戦指揮において、ジャクソンは不可欠の存在となる。ジャクソン軍団は直ちにリッチモンド防衛のために呼び戻され、ビーバーダム・クリークの戦い（6月26日）に駆けつける。マクレランはこれを南軍の新手の到着と誤認し、南軍の総兵力を過大評価して半島戦役の幕引きを決断する。このマクレランの撤退は南北戦争の終結を3年先延ばししたとも言われる。
だが、これに続く七日間の戦い（6月25日-7月1日）でのジャクソン軍団の活動は精彩を欠いた。ゲインズミルの戦いとサベイジ駅の戦いでは戦場への到着が遅れ、ホワイトオーク湿地の戦いでは決定的な戦機を逃した。マルヴァーンヒルの戦いでは無謀な正面攻撃を行い多くの損害を受けている。七日間の戦いにおけるジャクソン軍の不活発さについては批判のあるところである。ただ、このときジャクソン軍団はバレー戦役以来の機動につぐ機動で消耗しきっていたことも事実である。
第二次ブルランの戦い（8月28日-30日）ではジャクソン軍団はポープ率いる北軍の側面を迂回して物資集積拠点をおさえ、北軍の攻撃を誘いこれを撃破した。勝利の勢いを駆って実施された北部侵攻作戦（メリーランド戦役）ではジャクソン軍団は兵器工廠のあったハーパーズ・フェリーを占領するが、アンティータムの戦い（9月17日）で大きな損害を受け作戦は失敗に終わる。だがその後のフレデリックスバーグの戦い（12月11日-15日）ではジャクソン軍団は北軍の攻勢を良く防ぎきり、南軍を圧倒的勝利に導いた。

### 最期

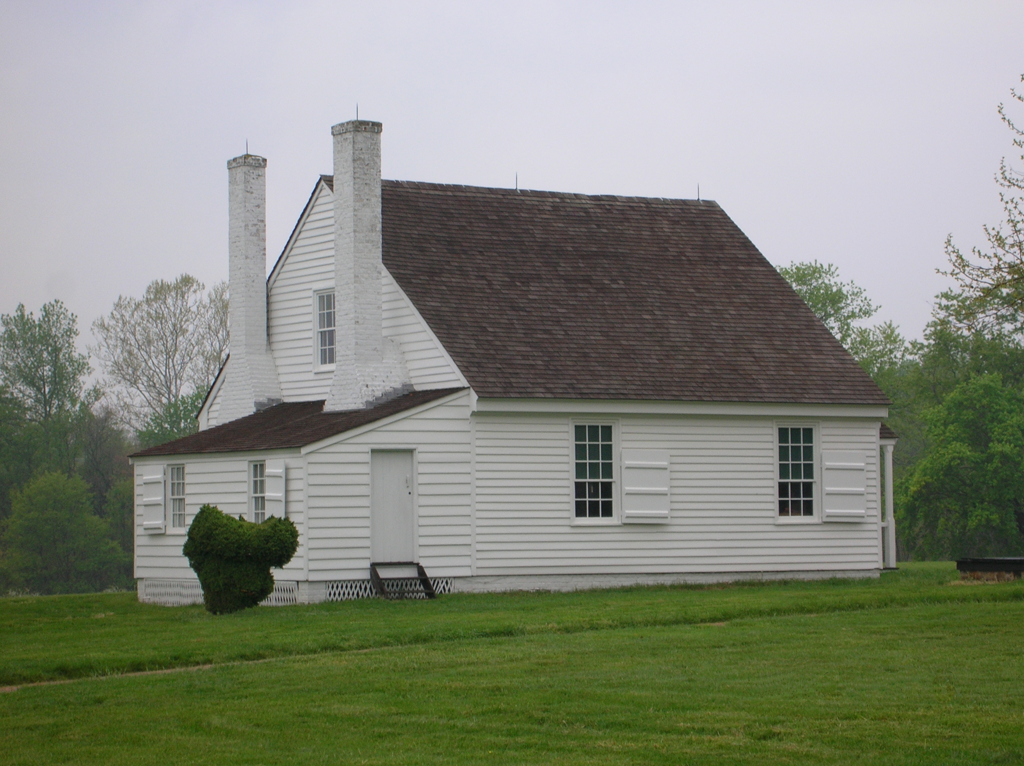
ジャクソンの最期の地となったバージニア州ギネアステーションの農場事務所

1863年春、北軍のポトマック軍は新司令官フッカーのもとで11万の大軍に増強され、再び攻勢に出た。リーはこれに対して賭けに出る。手元にわずか18,000を残し、ジャクソン軍団28,000を西から迂回させて北軍の左翼を衝かせた。5月2日夕刻、ジャクソン軍団が北軍の側面を捉えたとき、北軍では夕食と余興にうつつを抜かしている最中であった。攻撃は奇襲となり、多くの北軍兵士が一発の弾丸も撃たずに捕虜となった。その後4日間の戦いの末、北軍は撤退に追い込まれた。
賭けは成功し、このチャンセラーズヴィルの戦いは南軍にとって輝かしい勝利となったが、一方で南軍は補いようのない損失を被っていた。戦闘が終わり司令部に帰還しようとしていたジャクソン及び司令部要員らはその一行を北軍の騎兵部隊だと誤認した南軍のノース・カロライナ連隊の将兵に止まるように命令された。しかしその将兵らは答えを聞く前に発砲し、ジャクソンは3発の銃弾を浴びてしまった（左腕に2発、右腕に1発）。この時彼に同行していた司令部要員も数人この誤射の犠牲になっている。しかも暗闇と誤射による混乱のせいでジャクソンはすぐに手当てを受けることができなかった。
その後ジャクソンは左腕切断手術を受け付近の農場事務所に収容されたが、その過程で肺炎を併発してしまい容態は徐々に悪化していった。
5月10日、ジャクソンは息を引き取った。死の床でどこか遠くの風景が見えていたのかもしれない。「川を渡って…木陰で休もう…」。それが最期の言葉だった。
ジャクソンの死の報せはリーの司令部にも届けられた。長年の友人でもあり最も信頼していた部下の喪失を、リーはこう嘆いたと伝えられる。「彼は左腕を失ったが、私は右腕を失った！」

## 人物
ジャクソンは南北戦争における最優秀の将帥の1人とされている。もしジャクソンが生きていれば、リーはゲティスバーグの戦いを制していた可能性もある。戦闘指揮においては、ジャクソンは作戦の秘匿に長け、また戦闘教則を守ることを重んじた。リーと対照的に、外見的に印象を与えることはなかった。着古した軍服を好み、乗馬も得意ではなかった。将軍というよりは一兵卒のように見えた。
ジャクソンは信仰心に篤く、日曜日に戦闘することを好まなかった。妻と娘を愛し、優しさに溢れた手紙を送っている。寡黙で真面目であったが、あまり人に接しないところもあった。
ジャクソンはよく眠ることでも有名であった。口の中に食べ物を含んだまま眠ってしまうこともあったという。

## 後世への影響
ジャクソンの遺体はリッチモンドへ移送された後、レキシントンのストーンウォール・ジャクソン記念墓地に埋葬された。南部ではジャクソンは大変な尊敬を受け、多くの人がその死を悲しんだ。戦後、妻のマリー・アンナはジャクソンに関する本を出版し、彼の人柄が世に知られることになった。マリー・アンナは「南部連合の未亡人」とも呼ばれ、1915年に亡くなった。

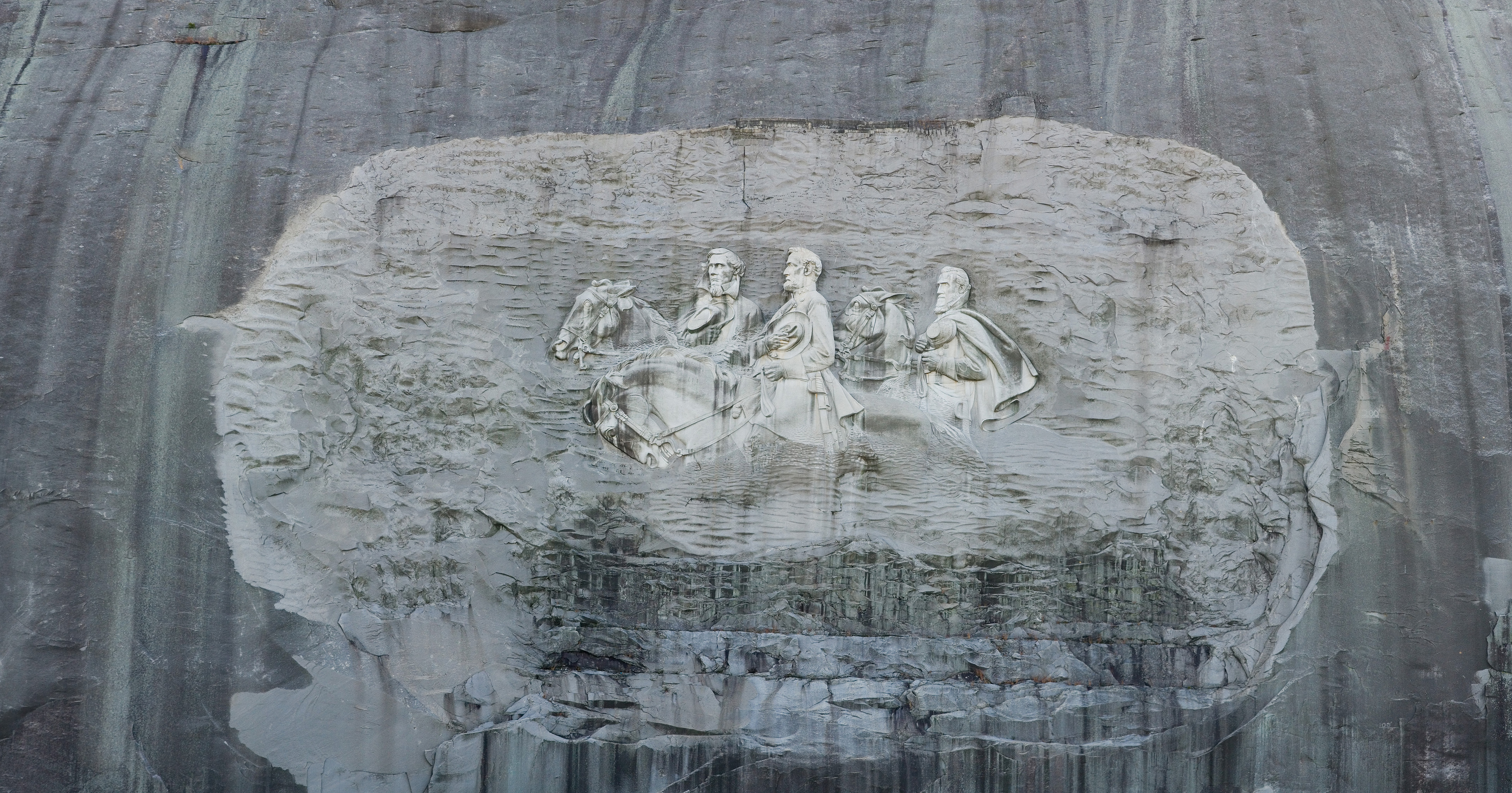
ストーンマウンテンのレリーフ。左からデービス、リー、ジャクソン

ジョージア州のストーンマウンテンにはデービス、リーと共にジャクソンのレリーフが彫られ、他にも多くの場所に像が建てられている。ウェストバージニア州にはジャクソンの名を冠したストーンウォール・ジャクソン州立公園がある。付近にはジャクソンが少年時代を過ごした農場の一部が現在も保存されており、ジャクソンズミルと呼ばれている。
アメリカ海軍は「ストーンウォール・ジャクソン」という名の艦を3代目まで保有していた。第二次世界大戦中には「T.J.ジャクソン」というリバティ船も建造された。南部連合がフランスに発注して建造された装甲艦「ストーンウォール」は、南北戦争では活躍することができなかったが、その後明治政府へ売却され、戊辰戦争の宮古湾海戦などで活躍している。
ジャクソンの誕生日は、現在バージニア州では「リー・ジャクソン・デー」という州の祝日となっている。
M36ジャクソン駆逐戦車の名前の由来でもある。
アーネスト・ヘミングウェイの小説『河を渡って木立の中へ』は、ジャクソンの最後の言葉からタイトルを取っている。